# Замок Коз
Замок Коз (тур. Koz Kalesi) или замок Кюршат — замок в районе Алтынёзю ила Хатай в Турции, построенный на небольшом холме, где берет начало ручей Кусейр. Он был построен в период Антиохийского княжества из тёсаного камня. Раньше в северной стене замка были ворота, но и она, и восточная стена замка были утрачены, до наших дней дошли некоторые исходные амбары и часть бастионов замка.

## История
Замок под названием Кюршат впервые упоминается в 1133 году, когда его захватил Фульк, король Иерусалима. К 1155 году замок перешел во владение латинского патриарха Антиохийского, Эмери Лиможского, который использовал замок как своё убежище и хранилище сокровищ, после чего замок стал известен как Замок Патриарха. В 1180 году Эмери отлучил от церкви князя Антиохийского Боэмунда III, следуя приказу папы Александра III, за дела, связанные с его личной жизнью. Боэмунд III, разгневанный этим решением, осаждал Кюршат, пока не вмешался король Балдуин IV Иерусалимский.
В 1188 году Эмери предотвратил нападение на Кюршат войск султана Айюбидов Салах ад-Дина, заплатив ему из своей казны. В 1225 году латинский патриарх Антиохийский Ренье Антиохийский вернулся в Италию, оставив Филиппу контроль над замком, где хранилась патриаршая казна.
Позднее папа Иннокентий IV приказал, чтобы все доходы от церковных налогов с Антиохии и Кипра за три года были использованы на ремонт и расширение Кюршата, что усилило его обороноспособность к 1256 году. Благодаря этому в 1268 году замок выдержал осаду мамлюкских войск под предводительством Бейбарса.
После падения Антиохии Кюршат оказался окружён территорией, контролируемой мусульманами. Кастеляном замка от имени патриарха был рыцарь по имени сэр Вильгельм, который стремился поддерживать дружеские отношения с соседними мусульманскими эмирами, особенно с эмирами Согра и Баграса. Бейбарс воздержался от нападения на замок при условии, что Вильгельм поделится доходами со своими соседями-мусульманами. Позднее Вильгельм стал монахом и оставил управление замком своему отцу Бастарду. 13 апреля 1275 года последний попал в засаду мамлюков, а затем был заключён в тюрьму в Дамаске. Позднее замок был осаждён и окончательно сдался 14 ноября 1275 года.
В 2021 году в замке проводились археологические раскопки, планировалось его открытие для туристов.